# Gäddtjärnen (Anundsjö socken, Ångermanland, 705009-161728)
Gäddtjärnen är en sjö i Örnsköldsviks kommun i Ångermanland och ingår i Moälvens huvudavrinningsområde.